# Симплициальная категория
Симплициальная категория (также симпле́кс-категория, ординальная категория) — категория непустых конечных ординалов, морфизмы которой — монотонные функции. Играет важную роль в алгебраической топологии, является основной для таких конструкций, как симплициальный объект и симплициальное множество.
Симплициальная категория {\displaystyle \Delta } (иногда используется обозначение {\displaystyle \mathbf {Ord} }) строится из объектов вида {\displaystyle [n]=\{0,1,\dots ,n\}}, где {\displaystyle n} — натуральное число, и морфизмов {\displaystyle f:[n]\to [n']} таких, что из {\displaystyle i\leqslant j} следует {\displaystyle f(i)\leqslant f(j)}. Иными словами, объектами симплициальной категории являются конечные порядковые числа, а морфизмы — нестрого монотонные функции между ними. Порядковое число {\displaystyle [0]} является начальным объектом категории, а {\displaystyle [1]} — терминальным.

## Свойства
Любой морфизм симплициальной категории может быть порождён композицией морфизмов ({\displaystyle 0\leqslant i\leqslant n}):
{\displaystyle \delta _{i}^{n}:[n-1]\to [n]},
{\displaystyle \sigma _{i}^{n}:[n+1]\to [n]},
определённых следующим образом:
{\displaystyle \delta _{i}^{n}(j)={\begin{cases}j,&j<i\\j+1,&j\geqslant i\end{cases}}} (возрастающее инъективное отображение, «пропускающее» {\displaystyle i}),
{\displaystyle \sigma _{i}^{n}(j)={\begin{cases}j,&j\leqslant i\\j-1,&j>i\end{cases}}} (неубывающее сюръективное отображение, принимающее значение {\displaystyle i} дважды).
Более того, для всякого {\displaystyle f\in \mathrm {Hom} _{\Delta }([m],[n])} единственно представление:
{\displaystyle f=\delta _{i_{s}}^{n}\delta _{i_{s-1}}^{n-1}\dots \delta _{i_{1}}^{n-s+1}\sigma _{j_{t}}^{m-t}\dots \sigma _{j_{2}}^{m-2}\sigma _{j_{1}}^{m-1}},
где {\displaystyle 0\leqslant i_{1}<\dots <i_{s}\leqslant n}, {\displaystyle 0\leqslant j_{t}<\dots <j_{1}<m}, {\displaystyle n=m-t+s}.
Эти морфизмы удовлетворяют следующим соотношениям:
{\displaystyle \delta _{j}^{n+1}\delta _{i}^{n}=\delta _{i}^{n+1}\delta _{j-1}^{n}}, если {\displaystyle i<j},
{\displaystyle \sigma _{j}^{n}\sigma _{i}^{n+1}=\sigma _{i}^{n}\sigma _{j+1}^{i+1}}, если {\displaystyle i\leqslant j},
{\displaystyle \sigma _{j}^{n-1}\delta _{i}^{n}={\begin{cases}\delta _{i}^{n-1}\sigma _{j-1}^{n-2},&i<j\\{\mathsf {Id}}_{[n-1]},&i=j\,\vee \,i=j+1\\\delta _{i-1}^{n-1}\sigma _{j}^{n-2},&i>j+1\end{cases}}}
Данные соотношения однозначно определяют морфизмы {\displaystyle \delta } и {\displaystyle \sigma }.

## Связанные определения
Порядковое сложение — бифунктор {\displaystyle +:\Delta \times \Delta \to \Delta }, определённый на порядковых числах как обычное сложение:
{\displaystyle [n]+[n']=[n+n']},
а для морфизмов {\displaystyle f:[n]\to [n']} и {\displaystyle g:[m]\to [m']} по следующей схеме:
{\displaystyle (f+g)(i)={\begin{cases}f(i),&0\leqslant i\leqslant n-1\\n'+g(i-n),&n\leqslant i\leqslant n+m-1\end{cases}}}.
Симплициальная категория с порядковым сложением образует строго моноидальную категорию.
В приложениях также используется пополненная симплициальная категория (англ. augmented simplicial category) {\displaystyle \Delta _{+}} — симплициальная категория, дополненная ординалом {\displaystyle [-1]=\varnothing }: {\displaystyle \Delta _{+}=\Delta \cup [-1]}. Иногда пополненную симплициальную категорию называют алгебраической симплициальной категорией, в этом случае {\displaystyle \Delta } называют топологической.